# Bourbon Street

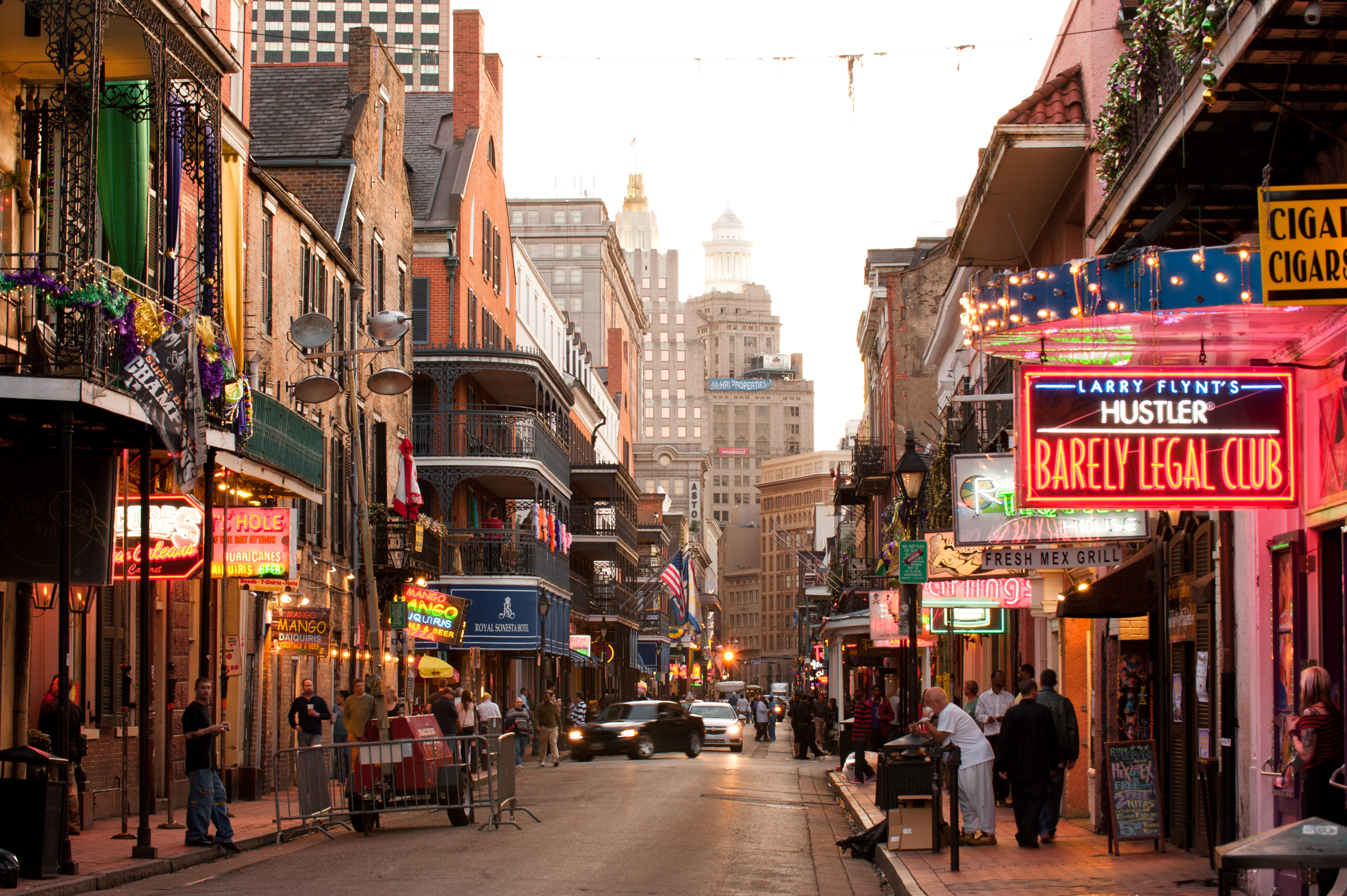
Bourbon Street al anochecher.

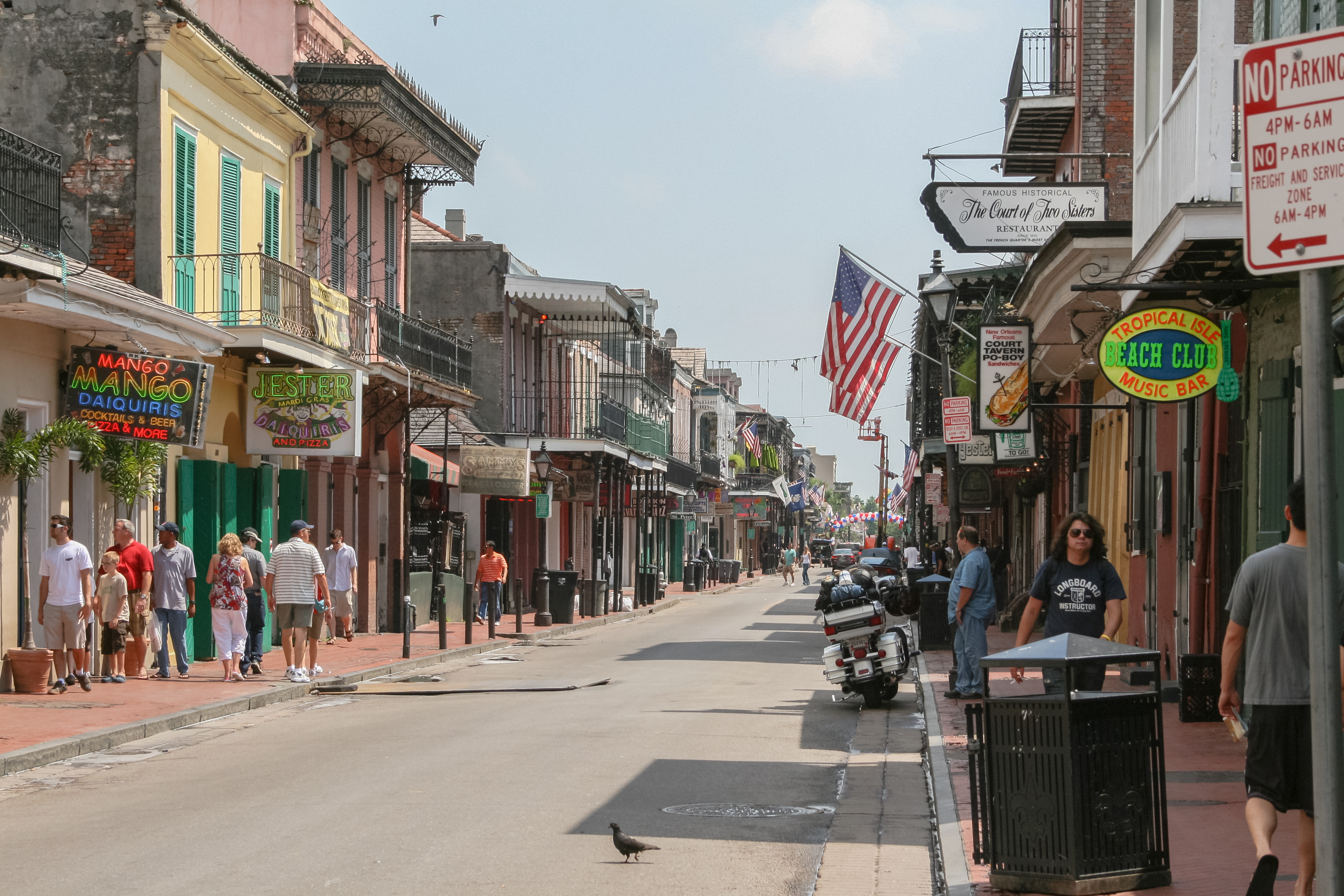
Vista diurna.

Bourbon Street (en francés: Rue Bourbon, en español: Calle de Borbón) es una calle histórica en el corazón del Barrio Francés de Nueva Orleans (Luisiana, Estados Unidos). Con una extensión de 13 cuadras desde Canal Street hasta Esplanade Avenue, Bourbon Street es famosa por sus numerosos bares y clubes de estriptis.
Con 17 millones de visitantes solo en 2017, Nueva Orleans depende de Bourbon Street como principal atracción turística. El número de turistas ha aumentado anualmente después de la devastación del huracán Katrina en 2005, y la ciudad ha reconstruido con éxito su base turística. Para millones de visitantes cada año, Bourbon Street ofrece una rica visión del pasado de Nueva Orleans.
La calle recibe su nombre de los Borbón, la casa real de Francia. Esto debido a que en 1721, el ingeniero francés Adrien de Pauger diseñó el trazado de las calles de la ciudad, llamando a las calles en honor a las casas reales francesas y los santos católicos.
En gran parte tranquila durante el día, Bourbon Street cobra vida por la noche, especialmente durante los numerosos festivales del Barrio Francés. La más famosa de ellas es la celebración anual de Mardi Gras, cuando las calles están llenas de miles de personas.
La sección más visitada de Bourbon Street es "Upper Bourbon Street" hacia Canal Street, una sección de ocho cuadras de atracciones para visitantes que incluye bares, restaurantes, tiendas de souvenirs y clubes de estriptis. 